# Vektor SS-77
La Vektor SS-77 es una ametralladora de propósito general calibre 7,62 mm diseñada y fabricada por la empresa sudafricana de sistemas de armamento Denel Land Systems - anteriormente denominada Lyttleton Engineering Works (LIW) - de Sudáfrica.

## Historia
A fines de la década de 1970, Sudáfrica estuvo involucrada en una serie de problemas a nivel internacional, originados por su polémica y controvertida política del apartheid, aparte de que se vio involucrada en la guerra civil de Angola, por medio del apoyo a ciertos sectores radicales de dicha nación. Como resultado, se vio sujeta a un embargo internacional de ventas de armamento de origen occidental. Acuciada por la necesidad de armas más modernas que las que disponía en sus arsenales, concibieron la idea de diseñar y producir sus propias armas en sus fábricas para autoabastecerse y así no depender de proveedores extranjeros y superar el bloqueo, con la asesoría de naciones más actualizadas en técnicas y tecnologías de construcción de arsenales como Israel. La ametralladora SS-77 se desarrolló con el propósito de reemplazar a la venerable FN MAG. Se inician los trabajos de diseño y de construcción a fines de 1977 por los ingenieros Richard Joseph Smith y Soregi, dándole el nombre de SS-77.  SS por las iniciales de los apellidos Smith y Soregi, y 77 por 1977, el año de inicio de los trabajos de diseño y de construcción inicial.

### Mini SS
A mediados de la década de 1990 se introdujo al mercado la ametralladora ligera Mini SS, una versión recalibrada para el cartucho 5,56 x 45 OTAN. la firma LIW también fabricó una cantidad de kits de conversión para las existentes SS-77 y así recalibrarlas al cartucho anterior para cambiar las ametralladoras disponibles al estándar de la Mini SS. Los cambios incluyen la reducción en su peso, desde los 9,6 kg hasta los 8,26 kg con la inclusión de un asa de agarre y el montaje de una adaptación de bípode, y una culata; todas hechas en metales y materiales sintéticos.

## Usuarios
- Sudáfrica

Ametralladora de propósito general de la Fuerzas de Defensa y Seguridad de la República de Sudáfrica. Está en servicio desde 1986.
- Colombia

En servicio en los Grupos GOES y CEAT de la Policía Nacional, y en la Armada e Infantería de Marina.
- Kuwait[6]
- Perú[7]
- Rumania

Compró 215 ametralladoras ligeras SS-77 MK1 a finales de 2008 y fueron suministradas en 2009.

## Variantes
- SS-77 - Es la principal variante de esta serie y emplea el cartucho 7,62 x 51 OTAN.
- Mini-SS - Variante en uso por la Infantería de Marina y la Policía colombiana, emplea el cartucho 5,56 x 45 OTAN.
- Mini-SS Compact - Con cañón ultracompacto, emplea el cartucho 5,56 x 45 OTAN.